# Будинок пожежного товариства (Чернігів)
Будинок пожежного товариства — пам'ятка архітектури місцевого значення в Чернігові. Зараз будівля використовується для офісних приміщень і непродовольчих магазинів.

## Історія
Рішенням виконкому Чернігівської обласної ради народних депутатів від 26.03.1984 № 118 будинку надано статус пам'ятка архітектури місцевого значення з охоронним № 7-Чг. Будівля має власні «території пам'ятки» і розташоване в «комплексній охоронній зоні пам'яток історичного центру міста», згідно правил забудови і використання території.

## Опис
У 1841 році була заснована пожежна частина. В кінці XIX століття за допомогою пожежної частини було створено добровільне пожежне товариство, яке містило пожежну команду. Для неї в 1893 році з південно-західного боку колишньої Шосейній вулиці (зараз проспект Миру) на місці Олександрівської площі був побудований новий будинок.
Кам'яний, асиметричного плану будинок. Будинок складався з одноповерхового залу для пожежних машин (машинний зал) і двоповерхових службових приміщень з пожежною дзвіницею (висотою 24 м зі сторожкою), яку завершував ліхтар-сторожка з флюгером у вигляді прапора. Подовжений обсяг машинного залу контрастує з восьмериком каланчі (вежі), яка спирається на четверик. Використано елементи готики у вигляді зубців на вежі, стрілчастих вікон та інші. Спочатку машинний зал використовувався як стайня для 11 коней і зали для обозу, оскільки пожежні машини з'явилися тільки в 1919 році. Пожежне товариство мало другий 3-поверховий корпус, де розміщувалася сигнальна спальня співробітників, їдальня, кухня, баня, кімнати управління та чергових дружинників, кабінет старшого по команді і квартира начальника.
У 1920-ті роки над машинним залом був надбудований 2-й поверх, який використовувався під друкарню, а з часом вона зайняла все приміщення. Під час Німецько-радянської війни: в 1941 році будівля була спалена. У післявоєнні роки було відновлено і стало використовуватися Чернігівською обласною друкарнею імені С. М. Кірова. У 1959 році сторожка була розібрана і в зв'язку з цим висота вежі стала 20 м.
2022 року, під час боїв за Чернігів, будинок був пошкоджений обстрілом.
Зараз будівля використовується для офісних приміщень і непродовольчих магазинів.

## Галерея

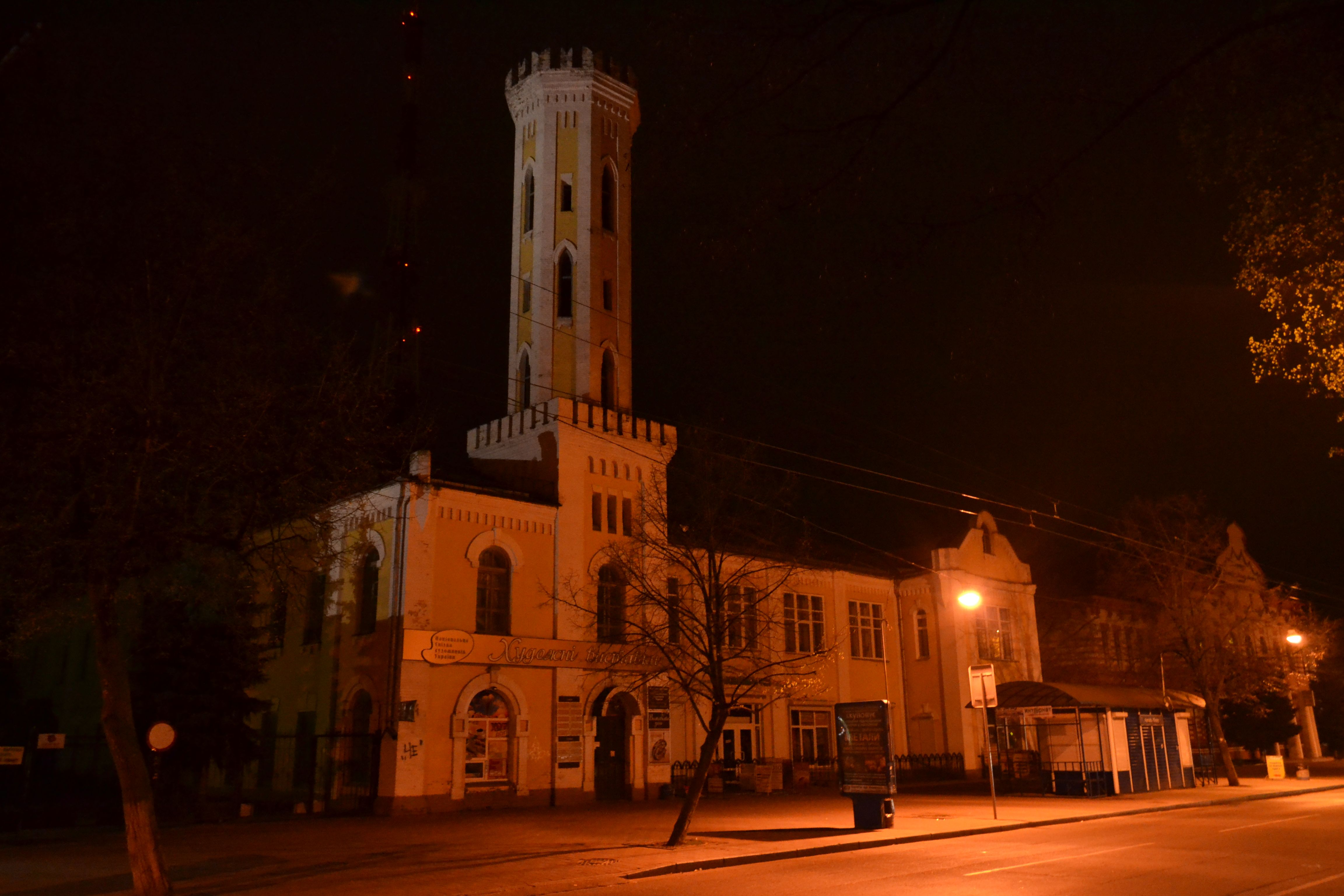
Нічне фото
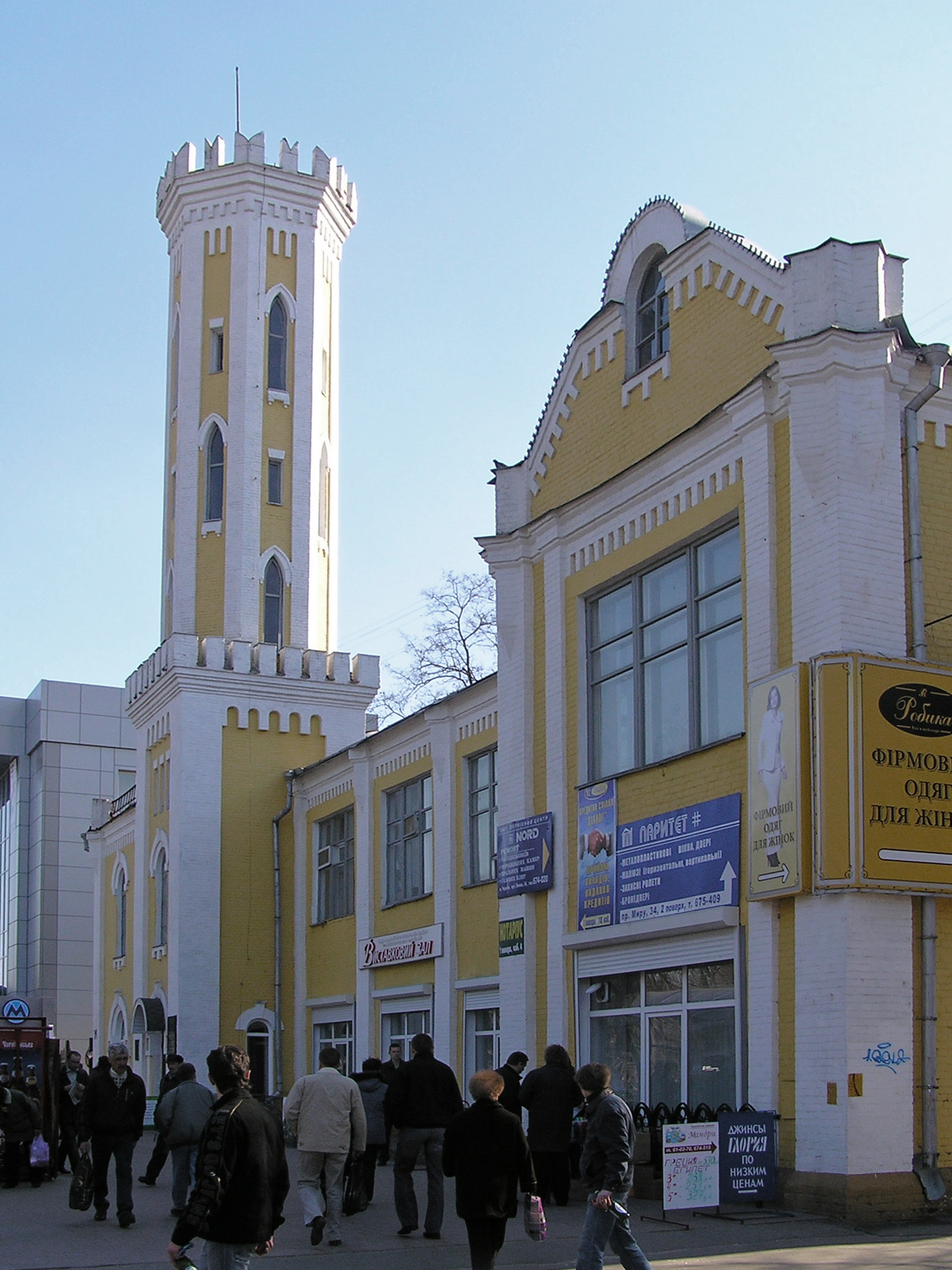
Інший ракурс
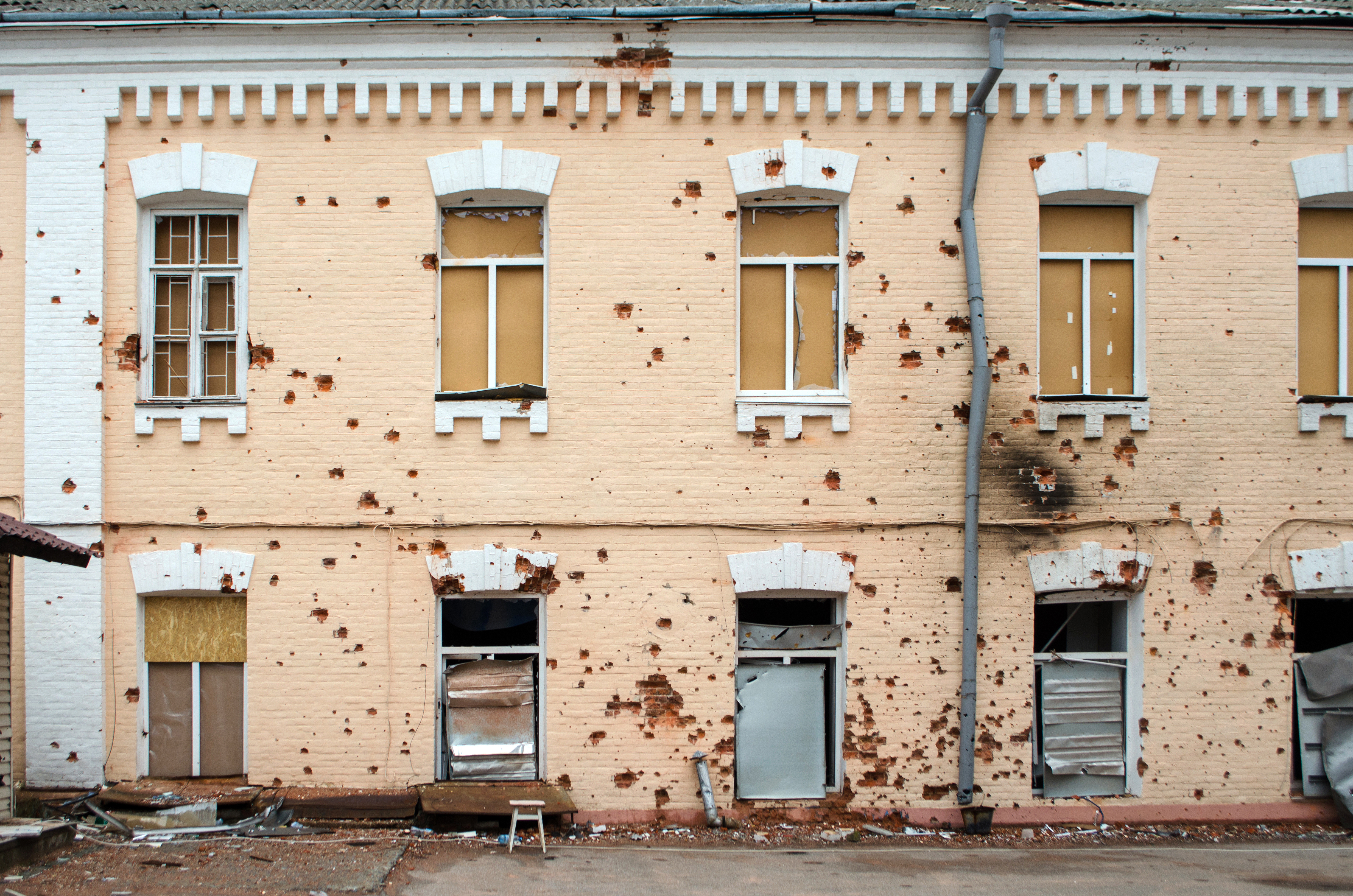
Сліди обстрілу (2022)